# Michel Margue

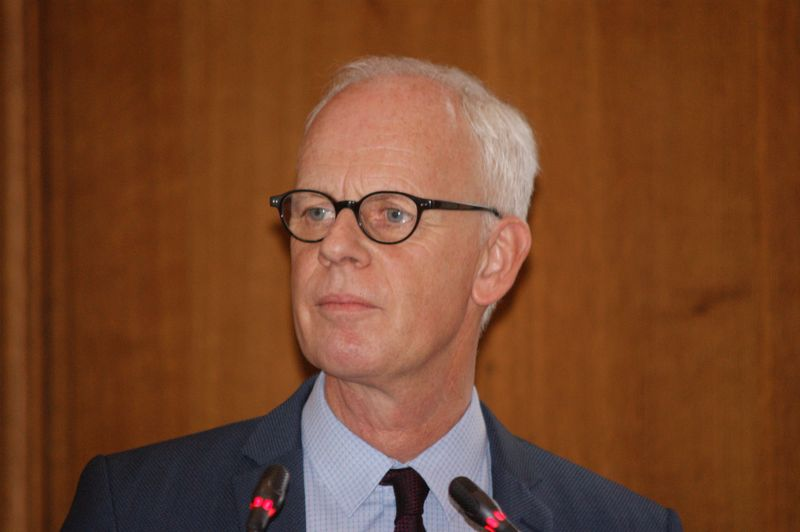
Michel Margue bei einem Vortrag im Deutschen Historischen Institut in Paris, im November 2019 aufgenommen von Werner Maleczek

Michel Margue (* 28. September 1959 in Luxemburg) ist ein luxemburgischer Historiker.
Der Sohn des Historikers Paul Margue studierte Geschichte, Kunstgeschichte und Geographie an den Universitäten Luxemburg, Straßburg und Brüssel. Er legte 1982 die Maîtrise an der Universität Straßburg II ab. Von 1982 bis 1984 absolvierte er einen pädagogischen Ausbildungslehrgang (Stage de formation pédagogique). Von 1992 bis 2003 war er Assistent an der Université libre de Bruxelles. Er wurde 1999 dort bei Alain Dierkens promoviert mit der Arbeit Autorité publique et conscience dynastique. Etudes sur les représentations du pouvoir princier entre Meuse et Moselle (Xe – début XIIe s.). Im Jahr 2001 wurde er Assistant Professor am Centre Universitaire de Luxembourg und 2003 Professor an der Universität Luxemburg. Von 2008 bis 2013 war er dort Dekan der Fakultät für Literatur, Geisteswissenschaften, Kunst und Erziehungswissenschaften.
Seine Forschungsschwerpunkte sind die lotharingische Geschichte vom 10. bis 12. Jahrhundert und die luxemburgische Geschichte vom 10. bis 14. Jahrhundert, die Orte der Erinnerung und Identitätskonstruktionen in Luxemburg sowie die Verwendung der mittelalterlichen Vergangenheit im Prozess der Nationenbildung (19.–20. Jahrhundert). Intensiv befasste er sich mit einem Vergleich der Herrschaften des fränkischen (Unter-)Königs Zwentibold (895–900) und des Herzogs Giselbert (928–939). Er war Gastprofessor 2003/2004 and 2004/2005 an der Université Libre de Bruxelles sowie 2013 an der Université Paris-Est. Er ist Mitglied der Gesellschaft für Rheinische Geschichtskunde und der Kommission für Saarländische Landesgeschichte und Volksforschung. Außerdem ist er Mitglied der Deutschen Kommission für die Bearbeitung der Regesta Imperii und leitet das Teilprojekt „Regesta Imperii - Regesten Heinrichs VII. 1308–1313“. Er legte 2009 mit Michel Pauly und Wolfgang Schmid eine Edition der insgesamt 37 Seiten und 73 Bilder umfassenden Bilderchronik vor, die unter dem Titel „Kaiser Heinrichs Romfahrt“ in der Darstellung Erzbischof Balduins von Trier bekannt geworden ist.

## Schriften (Auswahl)
Herausgeberschaften
- mit Hérold Pettiau: La Lotharingie en question. Identité, oppositions, intégration. Lotharingische Identitäten im Spannungsfeld zwischen integrativen und partikularen Kräften. Actes des 14es Journées Lotharingiennes (= Publications de la Section Historique de l’Institut Grand-Ducal. Band 126 = Publications du CLUDEM. Band 26). Section Historique de l’Institut Grand-Ducal, Luxembourg 2018, ISBN 978-2-919979-21-3 (formal falsch).
- Ermesinde et l’áffranchissement de la ville de Luxembourg. Études sur la femme, le pouvoir et la ville au XIIIe siècle. CLUDEM, Luxembourg 1994, ISBN 2-919979-04-3.

Edition
- mit Wolfgang Schmid und Michel Pauly: Der Weg zur Kaiserkrone. Der Romzug Heinrichs VII. in der Darstellung Erzbischof Balduins von Trier (= Publications du CLUDEM. Band 24). Kliomedia, Trier 2009, ISBN 978-3-89890-129-1.